# Água Preta
Água Preta es un municipio brasileño situado en el estado de Pernambuco. Tiene una población estimada, en 2021, de 37 386 habitantes.
Está formado por el distrito sede, Santa Terezinha y el poblado de Agrovila Liberal. Se localiza a una latitud 08º42'27" sur y a una longitud 35º31'50" oeste, estando a una altitud de 93 metros.

## Hidrografía
El municipio está dentro de la cuenca hidrográfica del río Una y del río Sirinhaém.